# Katalin Novák
Dans le nom hongrois Novák Katalin, le nom de famille précède le prénom, mais cet article utilise l’ordre habituel en français Katalin Novák, où le prénom précède le nom.
Pour les articles homonymes, voir Novak.
Katalin Éva Novák, née le 6 septembre 1977 à Szeged, est une femme d'État hongroise, présidente de la République de 2022 à 2024.
Membre du Fidesz, elle est députée de 2018 à 2022, et membre du gouvernement à partir de 2014, d'abord comme secrétaire d'État puis comme ministre sans portefeuille chargée de la Famille dans le gouvernement de Viktor Orbán de 2020 à 2021. Également vice-présidente du Fidesz, elle est chargée des Affaires étrangères au sein du parti de 2017 à 2021.
Elle remporte l'élection présidentielle de 2022, ce qui fait d'elle la première femme élue à la présidence de la république de Hongrie, succédant à János Áder, également membre du Fidesz.
Elle annonce sa démission le 10 février 2024 à l'issue d'un scandale concernant sa grâce accordée à une personne condamnée deux ans plus tôt à trois ans de prison pour avoir couvert des actes de pédocriminalité. Sa démission est entérinée par l'Assemblée nationale deux semaines plus tard, le 26  février.

## Situation personnelle

### Études
Katalin Éva Novák obtient un diplôme en économie de l'université Corvinus de Budapest, puis un diplôme en droit communautaire et français de l'université de Szeged et de l'université Paris-X. Elle a vécu et travaillé aux États-Unis, en France et en Allemagne.
En France, elle étudie notamment à Sciences-Po Paris et à l'ENA. Elle parle couramment le français.

### Vie privée
Katalin Novák est mariée à István Attila Veres et a trois enfants. Elle parle couramment le français, l'anglais et l'allemand. Ses compétences en espagnol sont de niveau intermédiaire.

### Carrière professionnelle
Katalin Novák s'engage en politique en 2001 et commence à travailler au ministère des Affaires étrangères, se spécialisant sur les questions européennes. En 2010, elle devient conseillère ministérielle au ministère des Affaires étrangères, puis chef de cabinet du ministère des Ressources humaines en 2012. Elle occupe également le poste de ministre d'État aux Affaires francophones. Elle est choisie pour occuper le poste de vice-présidente du Fidesz en 2017.

## Parcours politique

### Membre du gouvernement hongrois
À partir de 2014, c'est en tant que secrétaire d'État à la Famille et à la Jeunesse du ministère des Ressources humaines que Katalin Novák agit comme représentante de la cause des familles, des jeunes et des personnes âgées, puis après octobre 2020, comme ministre sans portefeuille chargée de la famille. Fidèle aux aspirations démographiques du gouvernement hongrois, elle travaille à mettre en place des mesures visant à faciliter la naissance des enfants désirés par leurs parents, à renforcer les familles élevant des enfants, à soutenir les jeunes aspirant à fonder une famille et à inciter à la coopération intergénérationnelle.
Justifiant cette politique nataliste, elle déclare que la Hongrie ne veut « ni immigration, ni remplacement de population ».
Parmi les actions qu'elle coordonne, elle proclame l'année 2018 comme l'« Année des familles », elle organise le « Sommet démographique bisannuel de Budapest », mais participe aussi à l’élaboration de nombreuses mesures favorisant la natalité, comme le crédit bonifié la favorisant, l’exonération fiscale à vie de l’impôt sur le revenu pour les femmes qui élèvent au moins quatre enfants, un programme de logement ou encore le lancement de l’action de développement des crèches.
Ses actions en tant que femme politique oscillent fréquemment autour des politiques familiales ; elle considère par ailleurs très important que les femmes n'aient pas à abandonner le fait de fonder une famille si leur vie professionnelle est importante pour elles. Elle est fondatrice et présidente du club « Femmes pour la Hongrie » (Nők Magyarországért Mozgalom). À partir du 1er octobre 2020, en sa qualité de ministre sans portefeuille chargée de la Famille, elle est responsable du renforcement du rôle des familles dans la société.
En plus de ses activités gouvernementales, Katalin Novák est également vice-présidente du Fidesz, chargée des affaires étrangères. Elle est présidente du Réseau politique pour les valeurs (Political Network for values) et vice-présidente de l'Union internationale des femmes démocrates (International Women’s Democrat Union).
Son travail est reconnu et reçoit également plusieurs distinctions : elle est d'abord nommée chevalière de la Légion d'honneur de France en 2019 puis commandeur de l'ordre du Mérite de la république de Pologne en 2020. Elle reçoit aussi le prix « Popovics » en 2019, le prix « Pro Familiae Hungariae » de la Société scientifique hongroise pour la protection de la famille et de l’enfant, le prix « NOE » de l'Association nationale des familles nombreuses, le prix « Akócsi » de l'Association des crèches hongroises et le prix « Luchador por la Familia » décerné par l'Associació Plataforma per la Família Catalunya.

### Présidente de la république de Hongrie

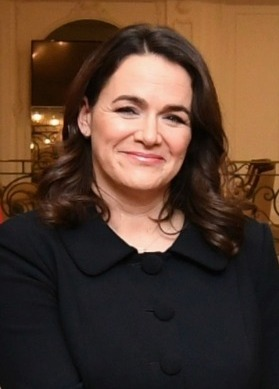
Katalin Novák en 2023.

#### Élection présidentielle de 2022
Le 21 décembre 2021, Katalin Novák est désignée candidate par la Fidesz pour l'élection présidentielle hongroise de 2022, le mandat de János Áder se terminant le 10 mai. Son parti détenant les deux tiers des sièges à l'Assemblée nationale, son élection n'est qu'une formalité. Elle est élue présidente de la République le 10 mars 2022. Âgée de 44 ans, elle est la plus jeune personne et la première femme élue à cette fonction,.
Katalin Novák prend ses fonctions le 10 mai 2022. 
En 2023, elle est présentée par le magazine Forbes comme la femme la plus influente de la vie publique en Hongrie. Sa fonction de présidente reste cependant essentiellement protocolaire.

#### Politique étrangère

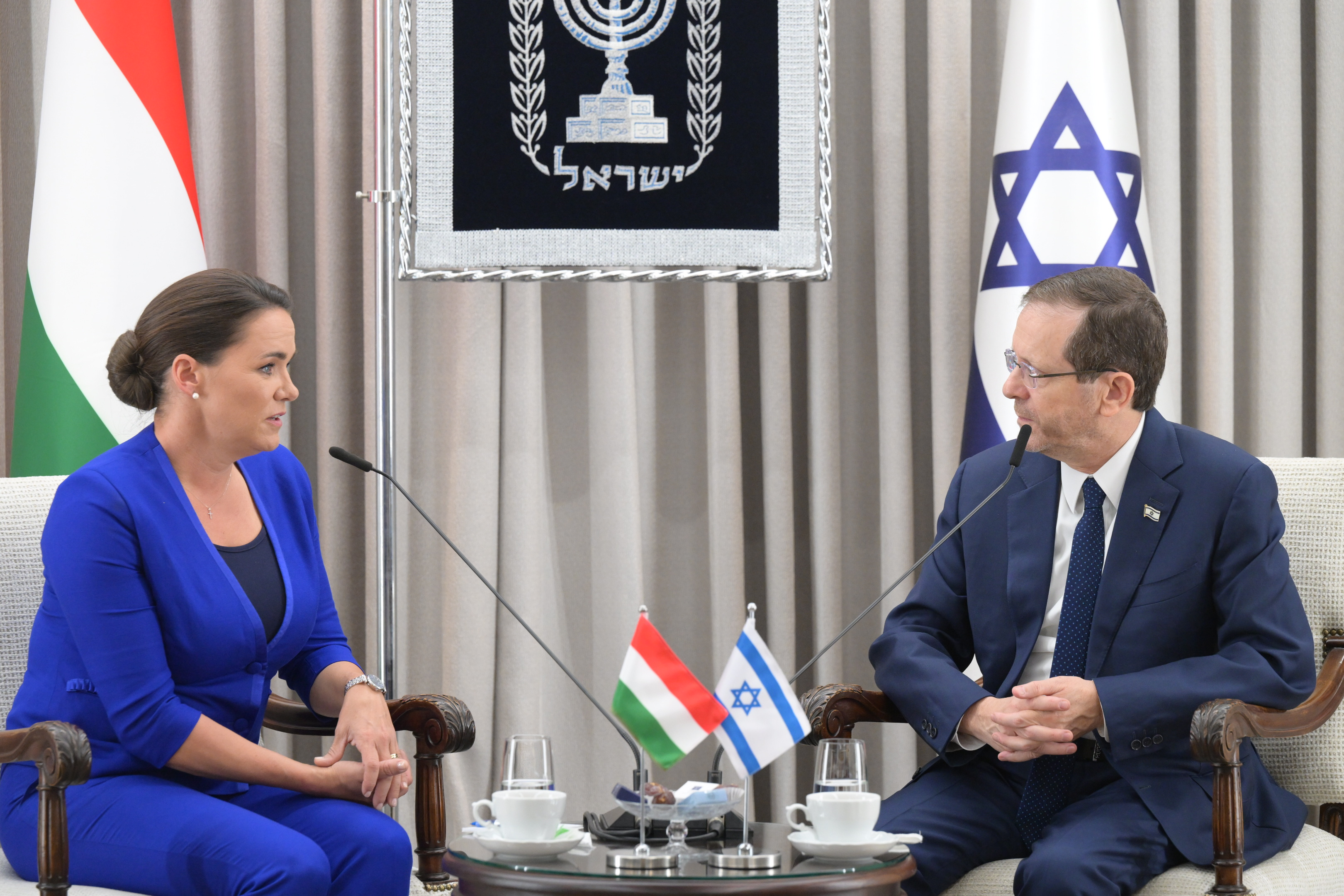
Katalin Novák et le président de l'État d'Israël, Isaac Herzog, en novembre 2023.

Lors de sa cérémonie d'investiture organisée en mai 2022, elle condamne l'invasion de l'Ukraine par la Russie, commencée en février précédent. Elle se rend au mois de novembre suivant en Ukraine, où elle rencontre le président Volodymyr Zelensky et affirme que la responsabilité du président Vladimir Poutine dans le déclenchement de la guerre est « parfaitement claire », tout en exhortant les parties à en arriver rapidement à une paix équitable, bien qu'elle ne spécifie pas ce qu'elle considère comme tel. Lors d'une deuxième visite en Ukraine en août 2023, elle déclare que l'intégrité territoriale du pays est indiscutable et déplore les atteintes graves suscitées par cette guerre aux droits de l'enfant. 
Katalin Novák multiplie les voyages durant les premiers mois de sa présidence : durant les six premiers mois, elle en passe un à l'étranger, le tout représentant 21 voyages officiels, soit trois fois plus que son prédécesseur dans le même laps de temps. Elle effectue sa première visite officielle en Pologne, où elle rencontre notamment le président du Conseil des ministres, Mateusz Morawiecki. Ultérieurement, elle se rend notamment à Ankara après les tremblements de terre de 2023.
Elle condamne l'attaque du Hamas contre Israël du 7 octobre 2023 et exprime son soutien au droit d'Israël à l'autodéfense. Le 5 novembre suivant, elle se déplace en Israël pour exprimer sa solidarité avec le pays.

#### Démission
Katalin Novák se retrouve au centre d'un scandale (hu) qui éclate en février 2024, lorsque son usage controversé de la grâce présidentielle un an plus tôt est révélé au grand public. À l'occasion de la visite du pape François en Hongrie en avril 2023, la présidente octroie en effet des grâces à une douzaine d'individus, dont notamment György Budahazy, une figure de l’extrême droite condamnée pour terrorisme, ainsi qu'à un ancien directeur adjoint d’un foyer pour enfants. Ce dernier purgeait depuis 2022 une peine de trois ans et quatre mois de prison pour avoir couvert les agissements pédophiles de son supérieur, en contraignant un enfant à revenir sur son témoignage en le menaçant de le séparer de son cousin, qui résidait également dans le foyer. Le directeur en question est lui-même condamné à huit ans de prison pour abus sur plus de dix mineurs entre 2004 et 2016, dont l'un d'entre eux se suicide,. 
Le détail des grâces est révélé par le site d’investigation « 444 » le 2 février 2024, puis repris par le magazine Heti Világgazdaság. La grâce accordée en particulier à l'ancien directeur adjoint provoque l'indignation dans la population, la décision de la présidente entrant qui plus est en totale contradiction avec ses anciennes responsabilités de ministre chargée de la Famille, ainsi qu'avec la campagne alors menée par le gouvernement Orbán V sur le thème de la protection de l'enfance,.
Confrontée à des manifestations réclamant son départ de la présidence, Katalin Novák finit par annoncer sa démission le 10 février 2024, au cours d'une allocution où elle reconnaît avoir commis une « erreur » et s'excuse auprès des victimes et de la population. La Loi fondamentale de la Hongrie dispose que la cessation anticipée du mandat du président de la république, une fois entérinée par le parlement, doit être suivie de l'élection d'un nouveau président dans les trente jours. Le président de l'Assemblée nationale, László Kövér, assure l'intérim. La démission de Katalin Novák est immédiatement suivie de l'annonce du retrait de la vie politique de Judit Varga, ministre de la Justice au moment des grâces, auxquelles elle avait donné son aval (cette dernière avait récemment quitté le gouvernement pour mener campagne en tant que tête de liste du Fidesz pour les élections européennes de juin 2024). Pressé de contenir le scandale politique qui touche sa formation politique, Viktor Orbán annonce vouloir entreprendre un amendement constitutionnel afin d'interdire l'usage de la grâce envers les individus condamnés pour pédophilie,. La démission de Katalin Novak est entérinée par l'Assemblée nationale deux semaines plus tard, le 26 février. Le jour même, une nouvelle élection présidentielle porte Tamás Sulyok à la présidence avec le soutien du Fidesz.

## Prises de position

### Questions sociales
Katalin Novák s'affirme très engagée contre « l'idéologie du genre ». Après le passage de la loi interdisant aux couples de même sexe d'adopter en décembre 2020,, et des dispositions définissant l'institution du mariage en tant qu'union de vie entre un homme et une femme, empêchant ainsi de légiférer pour autoriser le mariage homosexuel, elle publie une vidéo sur les réseaux sociaux demandant aux femmes de ne pas rivaliser avec les hommes, suscitant la critique des milieux féministes.

## Décorations
- Chevalier de la Légion d'honneur : décorée par le général d’armée Benoît Puga, grand chancelier de la Légion d'honneur, venu spécialement pour l’occasion, à l’invitation de l’ambassadrice de France en Hongrie, Pascale Andréani (2019)[21]
- Commandeur de l'ordre du Mérite (Pologne, 2019)[22]

## Distinctions
- 2016 : Prix « Luchador por la Familia » (Associació Plataforma per la Família Catalunya), Espagne
- 2017 : Prix « Ágnes Akócsi » (Association des crèches hongroises)
- 2018 : Prix Pro Familiae Hungariae (Société scientifique hongroise Pro Familia)
- 2018 : Prix NOE (Association nationale hongroise des familles nombreuses)
- 2019 : Prix « Popovics » (Banque nationale de Hongrie, MNB)
- 2019 : Angelus Familiarum (Ange des familles, Mouvement 3 Princes, 3 Princesses)